# Miguel Delavalle
Miguel Delavalle (Córdoba, Argentina; 1 de diciembre de 1898 – Córdoba, Argentina; 22 de noviembre de 1932) fue un futbolista de Argentina que jugó en la posición de centrocampista.

## Carrera

### Club
Jugó toda su carrera con el CA Belgrano de 1915 a 1922.

### Selección nacional
Dellavalle debutó con Argentina el 8 de agosto de 1920 ante Uruguay en el Gran Premio de Honor Argentino; donde fue el mejor del partido. En ese año fue convocado para jugar en la Copa América 1920 en Valparaíso. En ese torneo anotó su primer y único gol con la selección nacional, ante Chile, con un tiro desde afuera del área. Nuevamente fue convocado para jugar en el Sudamericano 1921 en Buenos Aires, donde enfrentó a Brasil en el Estadio Iriarte y Luzuriaga. Fue titular en todos los partidos del torneo, en el cual Argentina fue el campeón. En 1922 vuelve a ser convocado para el torneo Sudamericano, donde solo jugó los partidos ante Uruguay y Chile.

## Muerte
El 22 de noviembre de 1932 Dellavalle se suicidó en Córdoba, Argentina de un tiro en la cabeza con un revólver marca Eiber calibre 32 a los 33 años.

## Logros
- Copa América (1): 1921